# Shimazono Junjirō

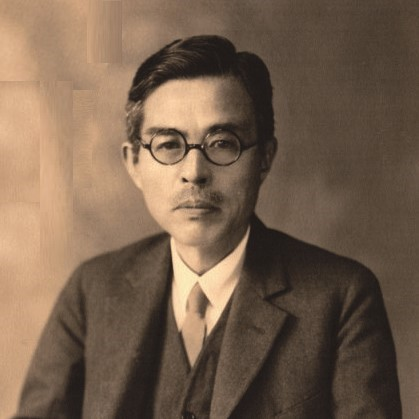
Shimazono Junjirō

Shimazono Junjirō (japanisch 島薗 順次郎; geboren 12. März 1877 in Wakayama (Präfektur Wakayama); gestorben 27. April 1937 in Tokio) war ein japanischer Mediziner, bekannt für seine Forschung zum Zusammenhang von Beriberi und Mangel an Thiamin.

## Leben und Wirken
Shimazono Junjirō wurde als zweiter Sohn von Sudō Nobu (須藤暢) geboren und von der Familie Shimazono adoptiert. Er machte 1904 seinen Abschluss an der Kaiserlichen Universität Tokio im Fach Medizin. Von 1911 bis 1913 ging er nach Deutschland, um Neuropathologie zu studieren. Nach seiner Rückkehr nach Japan wurde er als Professor an das „Okayama Medical College“ (岡山医学専門学校, Okayama igaku semmon gakkō) berufen. Danach wirkte er als Professor an der Kaiserlichen Universität Kyōto und kehrte 1924 als Nachfolger von Miura Kinnosuke (1864–1950) an die Medizinische Fakultät seiner Alma Mater in Tokio zurück. Um diese Zeit widmete er sich der Erforschung von Beriberi, führte Ernährungsumfragen und Experimente am Menschen durch und stellte fest, dass Beriberi durch Thiamin-Mangel verursacht wird. Er befürwortete die Notwendigkeit einer Ernährungswissenschaft, richtete eine Spezialküche am Krankenhaus der Universität Tokio ein.
1926 erhielt Shimazono den „Imperial Academy Award“ (帝国学士院賞, Teikoku gakushi-in shō) für seine Forschungen zu Thiamin. 1929 hielt er als erster japanischer Gastprofessor Vorlesungen an der Universität Berlin. Er setzte seine Forschungen zu Beriberi und Neurologie fort, mit besonderem Schwerpunkt auf Ätiologie, Pathologie, Behandlung und Vorbeugung von Beriberi. 1933 empfahl er seinem Schüler Kagawa Shōzō (香川 昇三; 1895–1945) und seiner Frau Aya, eine Schule für Ernährungserziehung zu gründen. Daraus ging später die „Kagawa Nutrition University“ (女子栄養大学, Yoshi eiyō daigaku) hervor. 1937 ging er als Meiyo Kyōju in den Ruhestand.